# 통계적 차별
통계적 차별은 경제 주체(소비자, 근로자, 고용주 등)가 상호 작용하는 개인에 대한 불완전한 정보를 가질 때 그 사람이 속한 집단의 평균적 특성과 같은 통계 자료에 기반하여 이루어지는 차별이다. 이 이론에 따르면 경제 주체가 합리적이고 편견이 없는 경우에도 인구 통계학적 그룹 간에 불평등이 존재하고 지속될 수 있다. 인종 차별, 성 차별주의 등을 사용하여 그룹의 다양한 노동 시장 결과를 설명하는 선호 기반 차별과 대조된다.
통계적 차별 이론은 케네스 애로 (1973)와 에드먼드 펠프스 (1972)에 의해 개척되었다. "통계적 차별"이라는 이름은 고용주가 고용 결정을 내리는 방식과 관련이 있다. 지원자의 생산성에 대한 정보가 불완전하기 때문에 생산성을 추론하기 위해 자신이 속한 그룹에 대한 통계 정보를 사용한다. 소수 집단이 초기에 덜 생산적이라면(역사적 차별로 인해 또는 나쁜 균형을 탐색했기 때문에), 이 집단의 각 개인은 덜 생산적인 것으로 가정되고 차별이 발생한다. 이러한 유형의 차별은 차별받는 그룹의 비정형 개인이 시장에 참여하는 것을 기피하거나, 자신의 기술을 (평균) 투자 수익(교육 등)은 비차별 그룹보다 적다.

관련된 형태의 (이론화된) 통계적 차별은 신청자가 고용주에게 보내는 신호의 차이를 기반으로 한다. 이 신호는 지원자의 생산성을 보고하지만 시끄럽다. 지원자가 동일한 명목 평균 이상의 신호를 갖고 있더라도 그룹의 평균이 다른 경우 차별이 발생할 수 있다. 평균 으로의 회귀는 더 높은 평균 그룹의 구성원이 더 높은 참 값을 가질 가능성이 더 높기 때문에 덜 회귀한다는 것을 의미한다. 반면 낮은 평균 그룹 구성원은 더 많이 회귀하고 신호는 그룹 구성원이 무시되면 해당 값을 과대평가한다("Kelley's paradox"). 동일한 평균을 가정하더라도 신호의 그룹 분산 (즉, 신호가 얼마나 잡음이 많은지)에서도 식별이 발생할 수 있다. 분산 기반 차별이 발생하려면 의사 결정자가 위험을 회피 해야 한다. 그러한 의사 결정자는 분산이 낮은 그룹을 선호한다. 이론적으로 동일한 두 그룹(평균 및 분산을 포함한 모든 측면에서)을 가정하더라도 위험 회피 의사 결정자는 신호 오류 항 을 최소화하는 측정(신호, 테스트)이 존재하는 그룹을 선호한다. 예를 들어, 두 명의 개인 A와 B가 이론적으로 전체 모집단의 평균보다 훨씬 높은 테스트 점수를 가지고 있다고 가정한다. 그런 다음 A와 B의 두 사람이 동일한 작업에 지원하면 점수가 더 신뢰할 수 있는 추정치로 인식되어 위험 회피 의사 결정자가 B의 점수를 다음과 같이 보고 A를 고용한다. 운이 좋을 확률이 높다. 반대로, 두 그룹이 평균보다 낮으면 그룹 A의 음수 점수가 더 나은 추정치로 여겨지기 때문에 B를 고용한다. 이것은 고용 기회의 차이를 발생시킬 뿐만 아니라 다른 그룹의 평균 임금에도 영향을 미친다. 신호 정확도가 낮은 그룹은 임금을 낮추기 위해 불균형적으로 고용된다.